# 瀋陽五里河体育場
瀋陽五里河体育場(しんようごりかたいいくじょう、簡体字中国語: 沈阳五里河体育场、英: Shenyang Wulihe Stadium)は、中華人民共和国の遼寧省瀋陽市にかつて存在した多目的スタジアムである。

## 概要
1989年に設立された。スタジアムの総面積は50,000平方メートル、収容人数は約50,000人だった。
設立後は中国サッカーリーグに所属する遼寧足球倶楽部が使用していた。アジアクラブ選手権1989-90では決勝の舞台となり、このスタジアムで遼寧足球倶楽部が日産自動車サッカー部を破り、中国初となるAFCクラブ国際大会優勝を達成した。また、2000年には瀋陽海獅がこのスタジアムをホームスタジアムとして甲Aリーグ (現在のスーパーリーグ)を戦った。
また、2002 FIFAワールドカップ・アジア予選では最終予選のオマーン代表戦がこのスタジアムで行われ、勝利を収めた中国代表は初のワールドカップ出場権を獲得、スタジアムは「中国足球福地」と呼ばれた。
しかし、北京オリンピックに向けたスタジアム整備事業の中で取り壊しが決まり、2007年2月12日に爆砕され、18年の歴史に幕を閉じた。取り壊された跡地には瀋陽オリンピック・スポーツセンター・スタジアムが建設された。